# Дучкі
Дучкі (пол. Duczki) — село в Польщі, у гміні Воломін Воломінського повіту Мазовецького воєводства.
Населення — 3096 осіб (2011).
У 1975-1998 роках село належало до Варшавського воєводства.

## Демографія
Демографічна структура станом на 31 березня 2011 року:
|          | Загалом | Допрацездатний вік | Працездатний вік | Постпрацездатний вік |
| -------- | ------- | ------------------ | ---------------- | -------------------- |
| Чоловіки | 1512    | 371                | 1012             | 129                  |
| Жінки    | 1584    | 333                | 978              | 273                  |
| Разом    | 3096    | 704                | 1990             | 402                  |